# Santa Luċija (Gozo)
Santa Luċija község a máltai Għawdex (Gozo) szigetének központjában, Ta' Kerċem helyi tanács területén áll. Korábbi neve Santa Catarina vagy Santa Caterina, Alexandriai Szent Katalin után. Egykor Délnyugat-Gozo központja volt, ma leginkább érintetlen falusi hangulatáról ismert.

## Története
A terület jelentőségét az adja, hogy mindhárom környező domb (Għar Ilma, Il-Mixta és Santa Luċija) rendelkezik egy-egy viszonylag állandó forrással. Il-Mixta tövében őskori cserepekre bukkantak, ők voltak a környék első lakói. A következő emberi jelenlétre utaló nyomok középkori házak maradványai az Għar Ilma lábánál. Pietro Dusina pápai követ látogatásakor (1575) bezáratta a kápolnát veszélyes állapota miatt. 1598-ban nyitották meg újra, a mai templom ennek sorozatos bővítésével alakult ki. 1608-ban és 1615-ben is meglátogatta az akkori püspök. Az 1667-es összeírás szerint egész Délnyugat-Gozo az akkor Santa Chatarinának nevezett községhez tartozott: Dueira (Dwejra), Haijn Abdun (Għajn Għabdun), Gar Ilma (Għar Ilma) és Ta' Chircem (Ta' Kerċem). Lakóinak száma akkor 68 háztartásban 257 fő volt.
1840-ben hatalmas föld alatti alagútrendszer épült, hogy a lakosság számára tartalékokat lehessen felhalmozni. Innen vezették ki a vizet a Rabatot ellátó vízvezetékhez, a rendszer 1843-ban kezdett működni. Itt alakult meg később Málta első vonószenekara, a Banda tad-Dudi, amely a község közösségi és családi eseményein játszott. A második világháborúban egyetlen halálos áldozat volt a községben. 1959-ben bevezették az elektromos áramot. 2010-ben részlegesen önálló minitanácsot (mini council) kapott, amely bizonyos kérdésekben helyben dönthet, ezen kívül az anyagi források egy részével is szabadon gazdálkodhat. Az öt helyre összesen öt független jelölt volt, így választást nem tartottak.
Lakói részben ma is állattartással foglalkoznak a környék zöld domboldalain. A turizmus hatása leginkább abban érződik, hogy a magányosan álló régi vidéki házakból kiadó villákat alakítanak ki.

## Nevezetességei
- Egyetlen említésre méltó látnivalója a régi kápolna helyén épült templom, de a környezet szépségéért és érintetlen hangulatáért sokkal inkább megéri idelátogatni.
- Az Għajn Għabdun domb nevének eredetéről szól az Għabdun (vagy Abdul), a rab kalóz,[6] az Għar Ilma dombhoz kötődik az Għar Ilma szerencséje című legenda[7]

## Kultúra
A Klula Folk Foundation felel a község jó állapotban való megőrzéséért. Az Európai Bizottság 2008-ban a European Destinations of Excellence Award 2007-2008 díjjal ismerte el az alapítvány tevékenységét.

## Közlekedés
Rabat belvárosából akár gyalog is elérhető. Autón kívül csak a Kerċem-Rabat közt közlekedő 313-as busszal közelíthető meg.